# Mort a les muntanyes
Mort a les muntanyes (títol original en alemany, Tod in den Bergen) és un telefilm austríac del 2013 dirigit per Nils Willbrandt. Els papers principals són interpretats per Ursula Strauss, Robert Atzorn i Fritz Karl. S'ha doblat al valencià per a À Punt.
Va ser produïda per l'austríaca Mona Film en nom d'ORF i ZDF. Es va gravar del 12 de juny al 12 de juliol de 2012, sota el títol provisional de Roter Schnee (lit. ‘Neu vermella’) a Salzburg i voltants i també a Viena. El teló de fons natural alpí era la zona de Grossglockner als Alps austríacs, la mina de sal de Hallein i la cascada prop de Golling. La història en si mateixa és fictícia, però les circumstàncies no ho són: hi ha repetides notícies als mitjans de comunicació sobre el problema, continuat però no resolt, de l'emmagatzematge de residus radioactius.
Es va estrenar al canal austríac ORF 2 l'1 de maig de 2013. Cinc dies després, es va estrenar a canal alemany ZDF.
La primera emissió a Alemanya del 6 de maig de 2013 va ser vista per 5,75 milions d'espectadors, cosa que va representar una quota d'audiència del 19,0% per a la ZDF.